# István Bárány

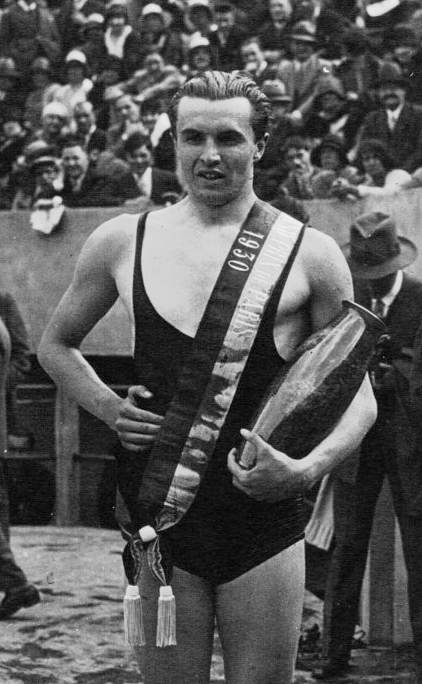
István Bárány, 1930

István Bárány [ˈiʃtvaːn ˈbaːraːɲ] (* 20. Dezember 1907 in Eger, Österreich-Ungarn; † 21. Februar 1995 in Budapest) war ein ungarischer Schwimmer.
Bei den Olympischen Spielen 1928 in Amsterdam gewann er die Silbermedaille über 100 m Freistil. Vier Jahre später bei den Olympischen Spielen 1932 in Los Angeles gewann er mit der ungarischen 4 × 200-m-Staffel die Bronzemedaille. Bei den Europameisterschaften 1931 in Paris holte er sich den Titel über 100 m und 400 m Freistil. 1926 war er bereits erster Europameister über 100 m Freistil geworden.
Im Jahr 1978 wurde er in die Ruhmeshalle des internationalen Schwimmsports aufgenommen.
Von 1931 bis 1943 war er mit der Kunsthistorikerin Magda Oberschall verheiratet.